# تشال بينودشت روم (دشت روم)
تشال بینودشت روم (بالفارسية: چال بنیودشت روم) هي قرية تقع في إيران في قسم دشت روم الريفي. يقدر عدد سكانها بـ 374 نسمة بحسب إحصاء 2016.